# Anzoátegui (staat)
Anzoátegui is een deelstaat van Venezuela, gelegen in het noorden van het land.
De staat is genoemd naar generaal José Antonio Anzoátegui (1789-1819). Anzoátegui is ook Baskisch voor plaats van de oude boom.

## Bestuurlijke indeling
Anzoátegui bestaat uit 21 gemeenten:
| Nr. | Gemeente                      | Inwoners | Hoofdplaats                      | Inwoners |
| --- | ----------------------------- | -------- | -------------------------------- | -------- |
| 1   | Anaco                         | 140.563  | Anaco                            | 118.000  |
| 2   | Aragua                        | 35.521   | Aragua de Barcelona              | -        |
| 3   | Diego Bautista Urbaneja       | 63.784   | Lechería                         | 63.784   |
| 4   | Fernando de Peñalver          | 33.128   | Puerto Píritu                    | -        |
| 5   | Francisco del Carmen Carvajal | 13.868   | Valle de Guanape                 | 13.868   |
| 6   | Francisco de Miranda          | 51.618   | Pariaguán                        | 51.618   |
| 7   | Guanta                        | 54.015   | Guanta                           | 54.015   |
| 8   | Independencia                 | 33.639   | Soledad                          | -        |
| 9   | José Gregorio Monagas         | 19.268   | Mapire                           | -        |
| 10  | Juan Antonio Sotillo          | 272.231  | Puerto la Cruz                   | 111.855  |
| 11  | Juan Manuel Cajigal           | 15.012   | Onoto                            | 15.012   |
| 12  | Libertad                      | 16.380   | San Mateo                        | -        |
| 13  | Manuel Ezequiel Bruzual       | 34.935   | Clarines                         | -        |
| 14  | Pedro María Freites           | 89.552   | Cantaura                         | 89.552   |
| 15  | Píritu                        | 28.871   | Píritu                           | -        |
| 16  | San José de Guanipa           | 84.526   | San José de Guanipa / El Tigrito | 62.128   |
| 17  | San Juan de Capistrano        | 12.315   | Boca de Uchire                   | 12.315   |
| 18  | Santa Ana                     | 12.596   | Santa Ana                        | 12.596   |
| 19  | Simón Bolívar                 | 465.989  | Barcelona                        | 416.902  |
| 20  | Simón Rodríguez               | 206.946  | El Tigre                         | -        |
| 21  | Sir Artur McGregor            | 12.605   | El Chaparro                      | 12.605   |

| Detailkaart                                                                                                 |
| --- |
| Caraïbische Zee Bolívar Guárico Miranda Monagas Sucre 1 2 3 4 5 6 7 8 9 10 11 12 13 14 15 16 17 18 19 20 21 |
| Gemeenten                                                                                                   |

## Demografie
| Inwoners van Anzoátegui | Inwoners van Anzoátegui |
| ----------------------- | ----------------------- |
| 1941                    | 155.746                 |
| 1950                    | 242.058                 |
| 1961                    | 382.002                 |
| 1971                    | 506.297                 |
| 1981                    | 683.717                 |
| 1990                    | 859.758                 |
| 2001                    | 1.222.225               |
| 2011                    | 1.469.747               |